# Сергия Плавтила
Сергия Плавтила (на латински: Sergia Plautilla) е майка на император Нерва.

## Биография
Произлиза от фамилията Октавии. Дъщеря е на Гай Октавий Ленат (суфектконсул 33 г.) и сестра на Октавий Ленат, който се жени за Рубелия Баса, дъщеря на Юлий Цезар Друз и Юлия и правнучка на император Тиберий.
Сергия Плавтила се омъжва през 30 или 35 г. за Марк Кокцей Нерва (консул 40 г.). Тя става майка на бъдещия император Нерва (* 8 ноември 30 г.; † 27 януари 98 г.). Нейната дъщеря Кокцея се омъжва за Луций Салвий Отон Тициан (консул 52 и 69 г.), който е по-голям брат на император Отон.